# Sabas Asidénos
Sabas Asidénos (en grec Σάβας Ἀσιδηνός, fl. 1204–1216) est un puissant magnat local de la région de Sampson, l'antique Priène en Ionie, au début du XIIIe siècle. À la suite de la quatrième croisade, il se proclame indépendant, avant de se soumettre à l'Empire de Nicée.
Auparavant, des historiens comme George Finlay et William Miller identifiaient sa cité à Amisos (l'actuelle Samsun) sur la mer Noire, et pensaient que Sabas y avait sa base ; cependant, dans un article en 1935, Guillaume de Jerphanion a prouvé que le centre de sa puissance se situait à Sampson, sur la mer Égée.

## Biographie
L'origine d'Asidénos est inconnue. En 1204, comme d'autres puissants magnats (Théodore Mangaphas, Léon Sgouros,  Manuel Maurozomès), il profite du vide du pouvoir créé par la chute de Constantinople pour s'emparer de Sampson et de la basse vallée du Méandre,. Fin 1205 ou début 1206, il est toutefois forcé de reconnaître la suzeraineté du principal État successeur de l'Empire byzantin en Asie Mineure, l'Empire de Nicée, sous le règne de Théodore Ier Lascaris. Asidénos se soumet sans combattre et conserve son influence locale, peut-être en tant que gouverneur,.
Il semble être devenu proche de l'empereur nicéen et a vraisemblablement épousé une Lascaris, car Théodore le qualifie en 1214 de sympetheros (« parent par alliance »), et certains écrits le disent sebastokrator, à l'époque un titre en principe réservé aux frères de l'empereur,. Asidénos est encore mentionné en 1216, dans un document d'un monastère du mont Latmos. On ignore ce qu'il devient ensuite.